# Didier Volckaert (regisseur)
Didier Volckaert is een Belgische kunstenaar, documentairemaker en filmregisseur uit Gent. Hij maakt naast plastisch werk en fotografie ook optische installaties en draaide verschillende internationaal bekroonde documentaires.
Hij studeerde aan het KASK en aan Sint-Lukas en heeft zijn wortels in de experimentele cinema. Samen met An Van Dienderen richtte hij het productiehuis Elektrischer Schnellseher op. Enkele van zijn documentaires die hij samen met haar realiseerde, zijn "Nachtelijke bezoekers" (1998), "Tu ne verras pas Verapaz" (2002) over de Belgische kolonisatiepogingen in Guatemala halverwege de 19de eeuw en "Patrasche: A Dog of Flanders, Made in Japan" (2007) over Een hond van Vlaanderen. Hij werd in 2002/2003 voor "Tu ne verras Verapaz" bekroond met de prijs Henri Storck voor beste Belgische documentaire en was eveneens genomineerd in 2004/2005.
Met White Shadows maakte hij een documentaire over Antarctica, de historische reis van de Belgica en de recentere Euronav-expeditie, waarvoor hij samenwerkte met poolreiziger Dixie Dansercoer. In het kader van deze documentaire trok hij in 2008 ook naar Antarctica en zette er als Gentenaar voet aan wal op het Genteiland, dat nog nooit officieel was betreden.
In 2014 maakte hij naar aanleiding van de wereldexpositie 1913 te Gent een documentaire over Zoo Humains , “We came to Dance” (2014). Hierin legt hij de link tussen het tentoonstellen van mensen eind 19de begin 20ste eeuw en onze huidige mediacultuur met programma’s als Toast Kannibaal en Groeten uit de Rimboe.
Zijn eerste fictie-langspeelfilm was "Quixote's Island" (2011) een productie van Vivi Film, waarvoor hij zelf het scenario schreef. De hoofdrollen worden vertolkt door Eline Kuppens, Tiemen Van Haver en Jeroen Willems.

## Films
- We Came To Dance (2014), documentaire
- Quixote's Island (2011), fictie langspeelfilm
- White Shadows (2009), documentaire
- Patrasche, a Dog of Flanders - Made in Japan (2007), documentaire
- The Ephemerist (2005), geanimeerde documentaire
- Tu ne verras pas Verapaz (2002), documentaire
- Site (2000), documentaire
- Visitors of the Night (1998), antropologische documentaire van An van Dienderen